# Мусан
Муса́н (др.-греч. Μουσανός; лат. Musanus; II век) — христианский писатель, живший во времена императора Марка Аврелия. Автор книги для христиан, отвернувшихся от Церкви и обратившихся к ереси энкратитов. Книга не сохранилась. Мусан дважды упоминается у Евсевия Кесарийского, в его книге «Церковная история»; Мусану посвящена 31 глава книги Иеронима Стридонского «О знаменитых мужах».